# 赫雷爾斯2號彗星
赫雷爾斯2號彗星（78P/Gehrels）是太陽系中的一顆木星族週期彗星，目前軌道周期為7.22年。
美國亞利桑那州月球與行星實驗室的湯姆·赫雷爾斯在1973年9月29日至10月5日期間帕洛瑪天文台曝光的照相底片上發現的，視星等為15等。布萊恩·馬斯登計算了赫雷爾斯2號彗星的拋物線和橢圓軌道，顯示軌道周期為8.76年，後來他修改了數據，給出的近日點日期為1963年11月30日，軌道周期為7.93年。
1981年6月8日，W·科克倫和A·科克倫在德克薩斯州麥克唐納天文台觀測到了這顆彗星，預計下次出現的時間是1981年。1989年和1997年，人們再次觀測到它，當時有利的條件使彗星的亮度增加到12等。隨後，赫雷爾斯2號彗星在2004年、2012年和2018年被觀測到，當時視星等達到10等。

## 外部連結
- 赫雷爾斯2號彗星 at the JPL Small-Body Database
  - Close approach · Discovery · Ephemeris · Orbit diagram · Orbital elements · Physical parameters

- 78P/Gehrels – Minor Planet Center
- 78P/Gehrels 2 (2012)
- 78P at Kronk's Cometography
- Lightcurve (Artyom Novichonok)
- 78P as seen by 10" GRAS-04 on 2011-05-03 (120 sec x 6)
- 78P as seen by 0.3-（12-英寸） Schmidt-Cassegrain on 2011 08 06 (3 x 748 sec) and 2011 08 09 (6 x 600 sec)